# Ириондо
Ириондо е департамент в Аржентина, разположен в провинция Санта Фе, Аржентина, с обща площ 3184 км2 и население 65 486 души (2001). Главен град е Каняда де Гомес.

## Административно деление
Департаментът е съставен от 12 общини.